# タカメン
タカメンとは、九州、鹿児島県の薩南諸島の島である竹島(鹿児島県鹿児島郡三島村)で旧暦の8月1日〜2日に行われる「朔踊り」または「豊祭踊り」にやって来る異形の神である。

## 概要
タカメンは、薩南諸島の竹島で行われる朔踊りなどの年中行事に登場する神の姿を模した仮装存在であり、豊作や無病息災、厄払いを目的とした祭礼の一環として出現する。
仮面は高さ1メートル以上の円錐形で、大きな耳のような飾りがついており、切り紙を用いて色鮮やかに装飾される。吊り目や鋸歯状の装飾が特徴的である。また、タカメンに随行する小型の面は「カズラメン」と呼ばれている。
タカメンは、村人の打ち鳴らす鉦（かね）や太鼓に合わせて踊り、手に持った柴（しば）で村人を軽く叩きながら歩く。この行為は、厄を祓い、地域の繁栄をもたらすと信じられている。

## 名前の由来
名前の由来には諸説あり、高く尖った仮面の形状にちなむとされるほか、鷹（タカ）を模した面であるともいわれている。